# A Prisoner of the Harem
A Prisoner of the Harem er en amerikansk stumfilm fra 1912 af Sidney Olcott.

## Medvirkende
- Robert G. Vignola som Mahmoud Pasha.
- Gene Gauntier som Alice Durand.
- Alice Hollister som Zorah.
- J.J. Clark som Jack Howard.